# Live & Learn
Live & Learn es el cuarto álbum de estudio de la banda estadounidense de hard rock y glam metal Vixen, publicado en 2006 para el mercado europeo y al año siguiente en los Estados Unidos, ambos por Demolition Records. Recibió positivas reseñas por parte de la crítica especializada por retornar a sus clásicos sonidos, a pesar de que Jan Kuehnemund es la única de la alineación clásica que participó en el disco.
Dentro del listado de canciones cuenta con un cover del tema «Suffragette City» de David Bowie.

## Lista de canciones
Todas las canciones escritas por Jan Kuehnemund y Jenna Sanz-Agero, a menos que se indique lo contrario.

| N.º | Título                  | Escritor(es)                | Duración |  |
| 1.  | «Anyway»                |                             | 3:34     |  |
| 2.  | «Live and Learn»        |                             | 3:12     |  |
| 3.  | «I Try»                 |                             | 3:53     |  |
| 4.  | «Little Voice»          |                             | 3:57     |  |
| 5.  | «Pacifist»              | Kuehnemund, Stollman, Larin | 3:50     |  |
| 6.  | «Don't Want it Anymore» |                             | 3:55     |  |
| 7.  | «Love Song»             |                             | 3:27     |  |
| 8.  | «Angry»                 |                             | 3:14     |  |
| 9.  | «I'm Sorry»             |                             | 3:04     |  |
| 10. | «You Wish»              | Kuehnemund, Lowrey          | 3:44     |  |
| 11. | «Suffragette City»      | David Bowie                 | 3:25     |  |
| 12. | «Give Me Away»          |                             | 4:46     |  |

## Músicos
- Jenna Sanz-Agero: voz
- Jan Kuehnemund: guitarra eléctrica
- Lynn Louise Lowrey: bajo
- Kat Kraft: batería
- Chris Fayz: teclados en «Little Voice» y «Give Me Away» (músico de sesión)
- Randy Wooten: teclados en «Suffragette City» (músico de sesión)
- Paulie Cerra: saxofón en «Suffragette City» (músico de sesión)
- Robert Lear: gaita en «Give Me Away» (músico de sesión)